# Marco Messeri
Marco Messeri (Livorno, 15 de diciembre de 1948) es un actor, comediante, director de escena, cantante, compositor y actor de voz italiano.

## Biografía
Messeri estudió pintura en la Academia de Bellas Artes de Florencia y actuación en la escuela de teatro del Piccolo Teatro di Milano.
Debutó en el teatro en 1969, en  Il Brasile de Paolo Poli.
Después de varios papeles secundarios, en 1987 él debutó en un papel principal en Notte italiana de Carlo Mazzacurati, ganando un Globo d'oro para el mejor nuevo actor. El mismo año, recibió un Ciak d'oro al mejor actor de reparto gracias a su actuación en Le Vie del Signore sono finite de Massimo Troisi.
En 1995 ganó un Nastro d'argento como mejor actor secundario por su actuación en Con los ojos cerrados de Francesca Archibugi.
Messeri es también un cantante-compositor y compositor de canciones, usualmente utilizadas en sus obras escénicas.